# 岢瓦铁路
岢瓦铁路位于山西省西北部的地方运煤铁路专用线，由山西西山煤电集团下属的山西西山晋兴能源有限责任公司运营，太原铁路局代运营管理。从宁岢铁路岢岚站引出，向西伴岚漪河而下（该河注入黄河），终点兴县瓦塘，长56km，预期接轨瓦日铁路。目前一期工程通车至兴县魏家滩镇，线路全长48.828km。

## 技术
国铁II级电气化单线铁路，半自动闭塞，到发线有效长度1050m，限制坡度1.3%，韶山4双机牵引，牵引质量5000吨，年运量为2500万吨，客运列车两对。吕家沟站缓建的条件下年运量1500万吨，与斜沟煤矿产量配套。一期工程开通了阳坪中间站、吕家沟会让站和魏家滩区段站兼装车站。建设桥梁38座，长度占比16.8%；隧道8座，长度占比21%。其中天古崖隧道长约6km

## 历史
1990年代初期提出建设计划。2005年12月20日开工，中铁三局、中铁十局、中铁建二十局承建。2009年6月19日通车。2010年运量487万吨。
根据太铁师函[2012]863号《太原铁路局关于岢瓦线开行路用列车的通知》岢岚-魏家滩站间从2012年10月23日起正式开行57003/4次路用列车。列车编组，6辆办理职工通勤。57003次岢岚站13:25分始发，魏家滩站14:35终到。57004次魏家滩站15:05分始发，岢岚站16:12分终到。该列车在
岢岚站改称4618/5次，16:43分始发，太原站22:25分终到。